# Krompachy
Krompachy es un municipio del distrito de Spišská Nová Ves en la región de Košice, Eslovaquia, con una población estimada a final del año 2024 de 8587 habitantes.
Se encuentra ubicado al noroeste de la región, en la sierra del Alto Tatra y la cuenca hidrográfica del río Hernád, y cerca de la frontera con la región de Prešov.

## Demografía
| Año        | 1994 | 2004    | 2014    | 2024    |
| ---------- | ---- | ------- | ------- | ------- |
| Población  | 8442 | 8870    | 8889    | 8587    |
| Diferencia |      | +5,06 % | +0,21 % | −3,39 % |

| Año        | 2023 | 2024    |
| ---------- | ---- | ------- |
| Población  | 8584 | 8587    |
| Diferencia |      | +0,03 % |